# USS Wachusett (1861)
USS Wachusett — o primeiro navio da Marinha dos Estados Unidos com esse nome — foi uma grande corveta a vapor da classe Mohican (1 032 toneladas), que serviu durante a Guerra Civil Americana. Foi equipada como canhoneira e empregada como parte do bloqueio da União aos Estados Confederados da América.
Após a guerra, o Wachusett continuou em serviço, protegendo interesses americanos tanto no Oceano Atlântico quanto no Pacífico até ser finalmente descomissionado.

## Histórico de serviço
Wachusett — uma das sete corvetas a vapor autorizadas pelo Congresso dos Estados Unidos em fevereiro de 1861 — teve sua construção iniciada no Estaleiro Naval de Boston, Boston, Massachusetts, em junho de 1861; foi lançado em 10 de outubro, patrocinado por Miss Mary C. Frothingham, e comissionado no mesmo estaleiro em 3 de março de 1862, sob o comando do Comandante John S. Missroon.

### Serviço na Guerra Civil
A longa carreira do Wachusett começou em 10 de março de 1862, quando foi designado para o Esquadrão de Bloqueio do Atlântico Norte. Deixou Boston dois dias depois e chegou a Hampton Roads, Virgínia, em 16 de março. Atuou nos rios York e James, apoiando a Campanha da Península do General George B. McClellan na primavera de 1862. Em 4 de maio, uma tripulação de bote içou a bandeira dos Estados Unidos em Gloucester Point, após a ocupação de Yorktown. Em 6 e 7 de maio, auxiliou no desembarque de tropas em West Point, sob fogo inimigo. Em 15 de maio, participou do ataque ao Forte Darling, em Drewry's Bluff, e permaneceu na região até agosto. Posteriormente, serviu na Flotilha do Potomac como nau-capitânia do Comodoro Charles Wilkes entre 29 de agosto e 7 de setembro.

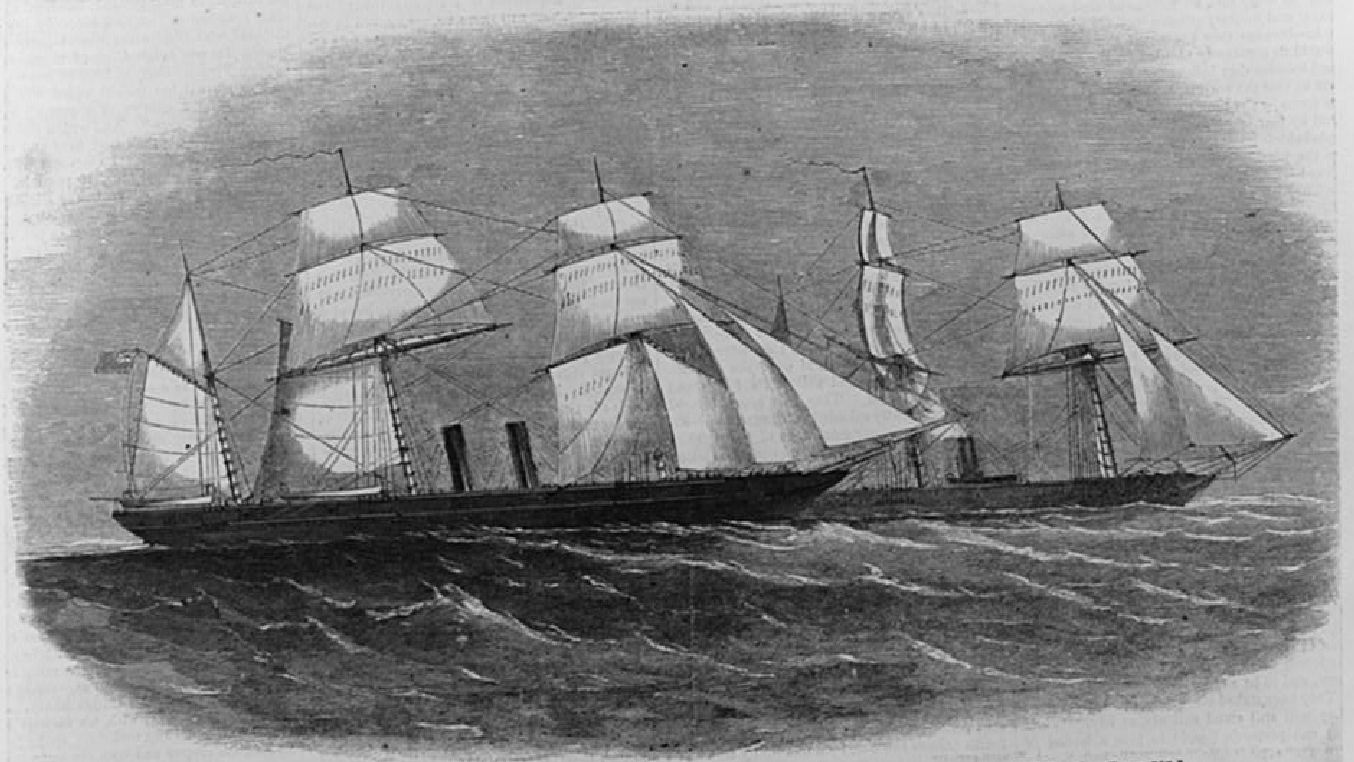
A captura ilustrada na Harper's Weekly.

Em 8 de setembro, tornou-se nau-capitânia do "Esquadrão Voador" sob Wilkes, enviado às Índias Ocidentais para caçar os corsários confederados Alabama e Florida. Em 18 de janeiro de 1863, o Wachusett e o USS Sonoma capturaram o vapor mercante Virginia e, em 25 de março, apreenderam o navio britânico Dolphin. Sem sucesso em localizar os corsários, o navio retornou a Boston em maio e foi descomissionado na Philadelphia Navy Yard em 19 de junho de 1863.
Recomissionado em 28 de janeiro de 1864, seguiu em 4 de fevereiro para a costa do Brasil para proteger o comércio americano dos "cruzadores piratas" confederados. Em 4 de outubro, o Comandante Napoleon Collins avistou o Florida entrando no porto de Salvador, Bahia. Collins desafiou o capitão confederado Charles Manigault Morris para combate, mas este recusou. Em 7 de outubro, o Wachusett ultrapassou o navio brasileiro de guarda, abalroou o Florida e, após breve troca de tiros, capturou-o. Enquanto rebocava o navio, foi alvejado pelas fortificações costeiras, mas escapou ileso e chegou a Hampton Roads em 11 de novembro. Collins foi julgado pelo incidente na Baía de Todos-os-Santos, mas logo foi reintegrado por ordem do Secretário da Marinha dos EUA Gideon Welles.

### Serviço após a guerra

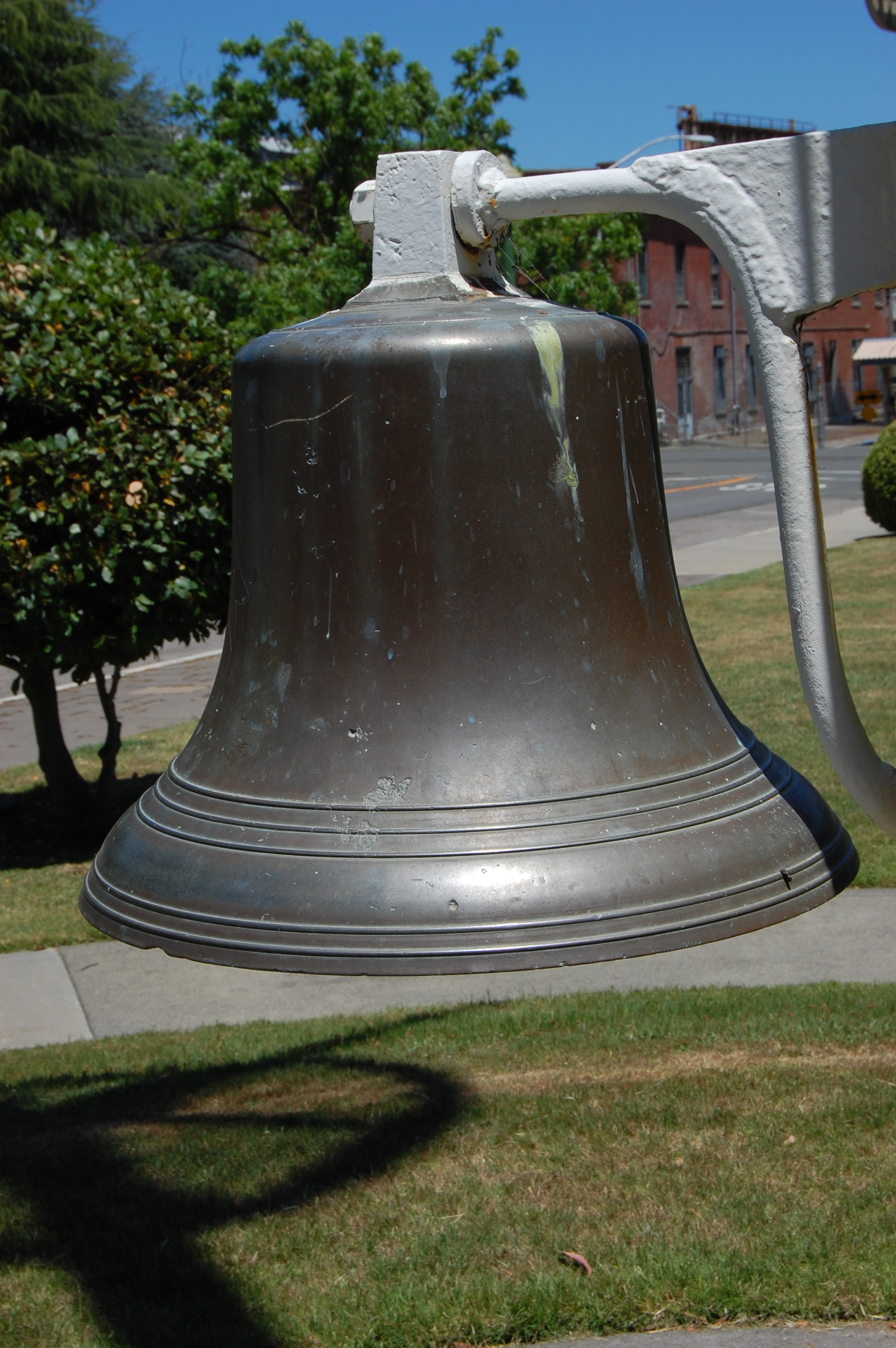
Sino do USS Wachusett, Estaleiro Naval de Mare Island.

Após reparos em Boston, sob comando do Capitão Robert Townsend, partiu em 5 de março de 1865 via Cabo da Boa Esperança rumo às Índias Orientais. Atuou com os navios Wyoming e Iroquois em busca do corsário CSS Shenandoah. No verão de 1866, navegou pelo Rio Yangtzé na China, onde vários tripulantes sofreram insolação. O Capitão Townsend faleceu em 15 de agosto. O oficial executivo John Woodward Philip assumiu o comando e levou o navio a Xangai para cuidar da saúde da tripulação. Em 1867, sob comando de Robert W. Schufeldt, tentou acessar a Coreia para investigar o incidente do USS General Sherman. Retornando aos EUA, foi descomissionado em 4 de fevereiro de 1868.
Recomissionado em 1 de junho de 1871, partiu para o Mediterrâneo, onde permaneceu até novembro de 1873. Em 7 de agosto de 1872, o marinheiro Alexander Bradley saltou ao mar para salvar um companheiro, recebendo posteriormente a Medalha de Honra. Após novo serviço na costa atlântica e do golfo, foi descomissionado em 29 de dezembro de 1874, permanecendo inativo por cinco anos.
Recomissionado em 26 de maio de 1879, partiu para o Golfo do México em 5 de junho, visitando Nova Orleans e Vicksburg, retornando a Boston em agosto. Em 2 de outubro, partiu para a Estação do Atlântico Sul, onde permaneceu até maio de 1880. Depois, foi transferido ao Pacífico. Em agosto de 1881, substituiu o USS Jamestown como sede do governo no Distrito do Alasca. Com Alfred Thayer Mahan no comando, protegeu interesses americanos no Peru durante a fase final da Guerra do Pacífico.
Permaneceu na Estação do Pacífico até setembro de 1885, quando foi descomissionado no Estaleiro Naval de Mare Island, Vallejo, Califórnia. Vendido em 30 de julho de 1887 à empresa W. T. Garratt & Co.